# Sitare Akbaş
Makbule Sitare Akbaş (* 6. Oktober 1988 in Istanbul) ist eine türkische Schauspielerin.

## Leben und Karriere
Akbaş wurde am 6. Oktober 1988 in Istanbul geboren. Sie studierte an der Universität Istanbul. Ihr Debüt gab sie 2004 in der Fernsehserie Beşinci Boyut. Von 2008 bis 2011 spielte sie in der Serie Akasya Durağı die Hauptrolle. Anschließend trat sie 2009 in dem Film İncir Çekirdeği auf.
Unter anderem wurde Akbaş für die Serie Fatmagül'ün Suçu Ne? gecastet. Außerdem bekam sie 2014 eine Rolle in den Filmen Bensiz und Hayat Tarzı. 2021 war sie in der Serie Ramo zu sehen. Zwischen 2021 und 2022 spielte sie in Kırmızı Oda die Hauptrolle.

## Filmografie
Filme
- 2009: İncir Çekirdeği
- 2012: Ferahfeza
- 2014: Bensiz
- 2014: Hayat Tarzı
- 2015: Ada
- 2020: Ben Bir Denizim

Serien
- 2004: Beşinci Boyut
- 2007: Vazgeç Gönlüm
- 2007: Hakkını Helal Et
- 2008–2011: Akasya Durağı
- 2011: Fatmagül'ün Suçu Ne?
- 2012: Dila Hanım
- 2014: Urfalıyam Ezelden
- 2014: Emanet
- 2015: Analar ve Anneler
- 2016: İstanbul Sokakları
- 2020–2022: Sen Çal Kapımı
- 2021: Ramo
- 2021–2022: Kırmızı Oda